# Дей Вали (Калифорния)
Дей Вали (на английски: Day Valley) е населено място в окръг Санта Круз в щата Калифорния, Съединените американски щати.
Има население от 3587 жители (2000 г.) и обща площ от 49,2 км² (19 мили²). 86,37% от населението са бели, 0,64% са афроамериканци, 1,14% са индианци, 1,67% са от азиатски произход, 6,83% са от други раси, а 3,35% са от 2 или повече раси. С латиноамериканси произход е 14,47% от населението.
1. ↑  data.census.gov //   Посетен на 1 януари 2022 г.